# ينس زيمارمان
ينس زيمارمان (بالألمانية: Jens Zimmermann)‏ هو صحفي ألماني، ولد في 6 أغسطس 1972 في فرويدنشتات في ألمانيا.